# Parallelia properans
Parallelia properans là một loài bướm đêm trong họ Erebidae.